# Ostrinia
Ostrinia is een geslacht van vlinders van de familie grasmotten (Crambidae), uit de onderfamilie Pyraustinae.

## Soorten
- O. appositalis Lederer, 1858
- O. dorsivittata Moore, 1888
- O. erythrialis (Hampson, 1913)
- O. furnacalis (Guenée, 1854)
- O. kasmirica (Moore, 1888)
- O. kurentzovi Mutuura & Munroe, 1970
- O. latipennis Warren, 1892
- O. marginalis Walker, 1865
- O. narynensis Mutuura & Munroe, 1970
- O. nubilalis

Europese maisboorder Hübner, 1796
- O. obumbratalis Lederer, 1863
- O. orientalis Mutuura & Munroe, 1970
- O. palustralis (Hübner, 1796)
- O. penitalis Grote, 1876
- O. peregrinalis (Eversmann, 1852)
- O. putzufangensis Mutuura & Munroe, 1970
- O. quadripunctalis (Denis & Schiffermüller, 1775)
- O. sanguinealis Warren, 1892
- O. scapulalis (Walker, 1859)
- O. zaguliaevi Mutuura & Munroe, 1970
- O. zealis Guenée, 1854